# نشان صلیب پرواز ممتاز (بریتانیا)

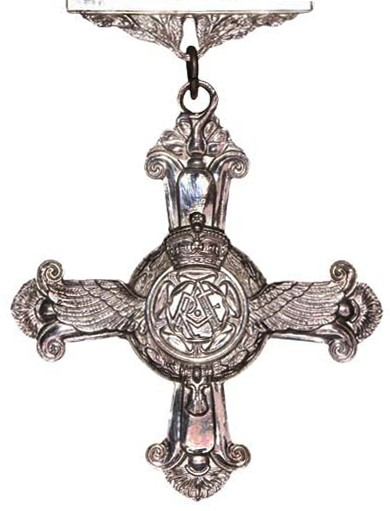

مدال صلیب پرواز ممتاز مدالی است که در نیروی هوایی سلطنتی بریتانیا و نیروهای مسلح بریتانیا و سابقاً" اتحادیه کشورهای همسود به خاطر موفقیت‌های عملیات‌های هوایی به افسران و خلبانان اعطاء می‌شد.